# 越南人民行动党
越南人民行动党（越南语：／），是越南的一个政党，被越南政府定性为非法政党。目前以美国为基地，领导人包括主席阮士平（Nguyễn Sĩ Bình）和副主席阮春义（Nguyễn Xuân Ngãi）博士（前越南共和國军医）。
越南人民行动党成立于1991年。他们的口号是“舍我其谁，时不我待，行动”和“先天下之忧而忧”。该党的目標是在越南成立一个民主政府。
該黨曾於柬埔寨设立办事处，但當地職员旋即被柬埔寨政府逮捕并遣返越南。其中21名成员被越南政府拘留两年後才獲釋。
值得一提的是该党党旗与中国国民党党旗非常相似，唯一的明显区别是太阳是黄色的。